# 古田しおり
古田 しおり（ふるた しおり）は日本で活動するミュージカル俳優である。熊本県熊本市出身。劇団四季所属。

## 来歴
2010年に劇団四季へ入団し、その後2016年にはエルコスの祈りの主役であるエルコス役など主要な役柄も演じるようになる。2017年には地元熊本市へ凱旋公演出演も果たしている。

## 主な出演作品
- 赤毛のアン（2010年テイリー）
- はだかの王様（2011年アンサンブル)
- ライオンキング（2012年アンサンブル）
- コーラスライン（2013年クリスティン）
- はだかの王様（2013年スリップ）
- エルコスの祈り（2016年エルコス）

※括弧内の年は初出演年